# Teratomyces philonthi
Teratomyces philonthi Thaxt. – gatunek grzybów z rzędu owadorostowców (Laboulbeniales). Pasożyt owadów.

## Systematyka i nazewnictwo
Pozycja w klasyfikacji według Index Fungorum: Teratomyces, Laboulbeniaceae, Laboulbeniales, Laboulbeniomycetidae, Laboulbeniomycetes, Pezizomycotina, Ascomycota, Fungi.
Gatunek ten po raz pierwszy opisał w 1900 r. Roland Thaxter na owadach z rodzaju Philonthus na Węgrzech.

## Charakterystyka
Grzyb entomopatogeniczny, pasożyt zewnętrzny owadów. Nie powoduje śmierci owada i zazwyczaj wyrządza mu niewielkie szkody. W Polsce Tomasz Majewski w 1994 r. opisał jego występowanie na chrząszczu Gabrius appendiculatus z rodziny kusakowatych (Staphylinidae).

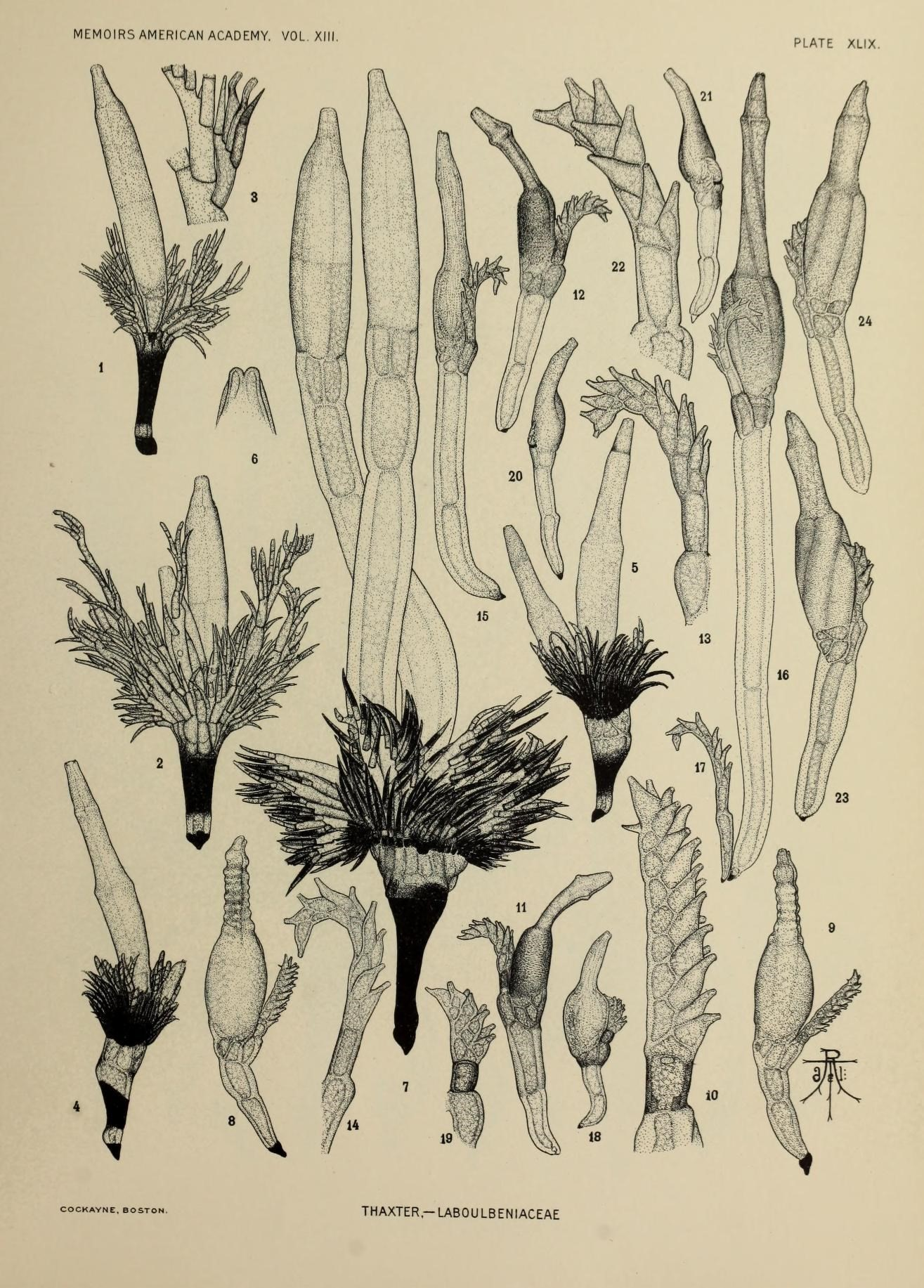
Teratomyces philonthi nr 4-5. Pozostałe to inne gatunki Laboulbeniaceae